# Casque wz.31

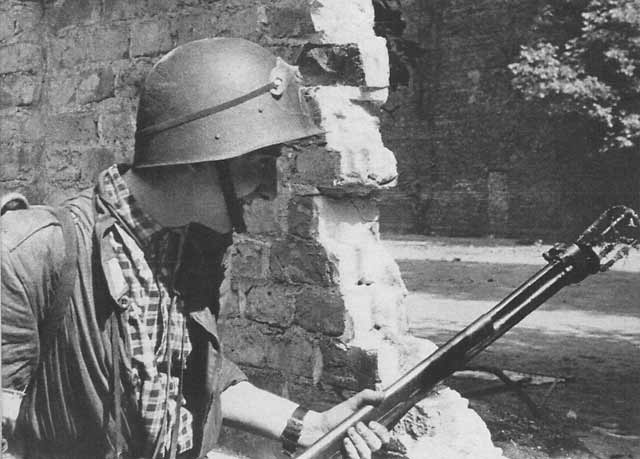
Insurgé de Varsovie portant un casque wz. 31

Le casque wz.31 est un casque de combat polonais développé en 1931.

## Histoire
Les recherches sur un nouveau modèle de casque commencent en 1919. Après l'échec du programme hełm polski wz. 28 (casque polonais wz. 28), les autorités militaires décident de profiter de l'expérience étrangère et choisissent la société suédoise 
"Eskilstuna Stal Pressing AB" à Eskilstuna où une commission spéciale du ministère de la guerre est envoyée. C'est sur la base des informations détaillées ramenées de ce voyage qu'ont été rédigées des instructions du chef de département de l'armement de Varsovie qui devaient aboutir à la mise en chantier du nouveau casque polonais.
En 1930 l'Armée commande 300 exemplaires du casque wz.30 (un modèle expérimental, jamais produit en série). La matière est livrée par l'usine sidérurgique "Pokój" de Ruda Śląska, les casques sont fabriqués par la société « Ideal » de Wolbrom, et le projet a été conçu par le bureau de construction de l'armurerie № 2 à Varsovie. La présérie de 300 casques est essayée à partir de décembre 1931. Simultanément la société chimique « W.Karpiński i M.Leppert » développe un mélange de peinture et de morceaux de bouchon. La surface rugueuse ainsi obtenue élimine des reflets de lumière. Elle est brevetée sous le nom de « Salamandra ». Les essais du casque sont satisfaisants. La fabrication en série est lancée à l'usine sidérurgique "Bismarck" où sont préparées les tôles, l'emboutissage est réalisé à l'usine « Silesia » riche en expérience dans ce domaine (l'usine produisait des casques allemands durant la Première Guerre mondiale).

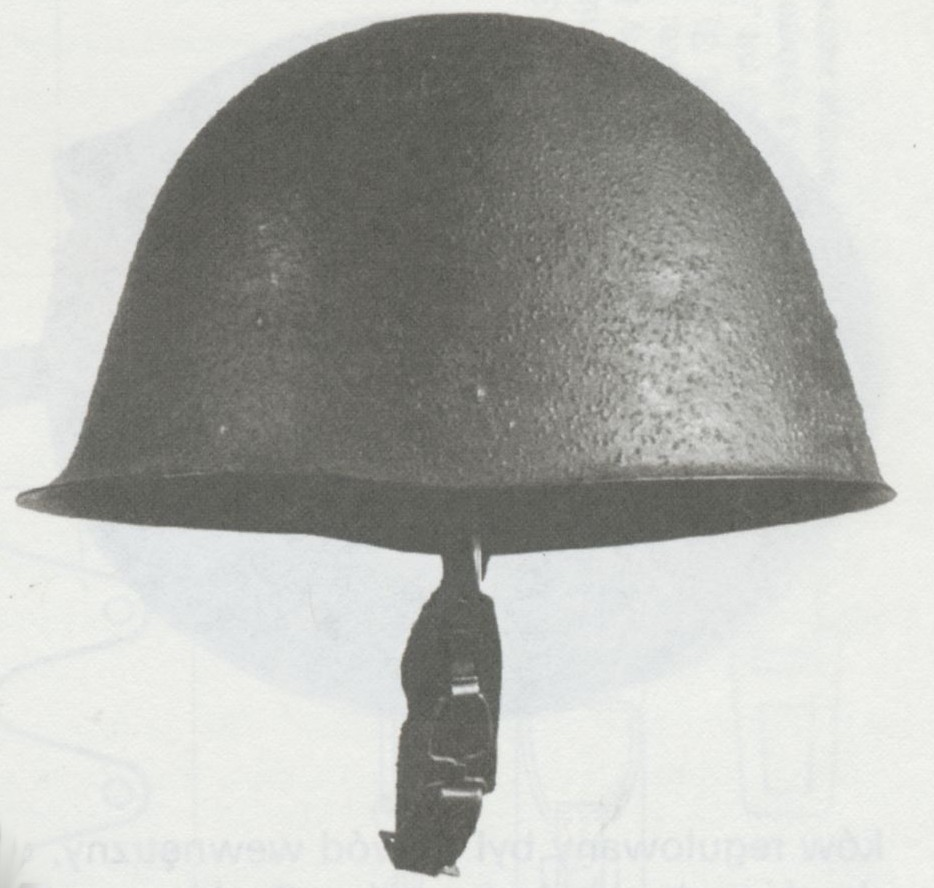
Casque wz.31 Salamandra
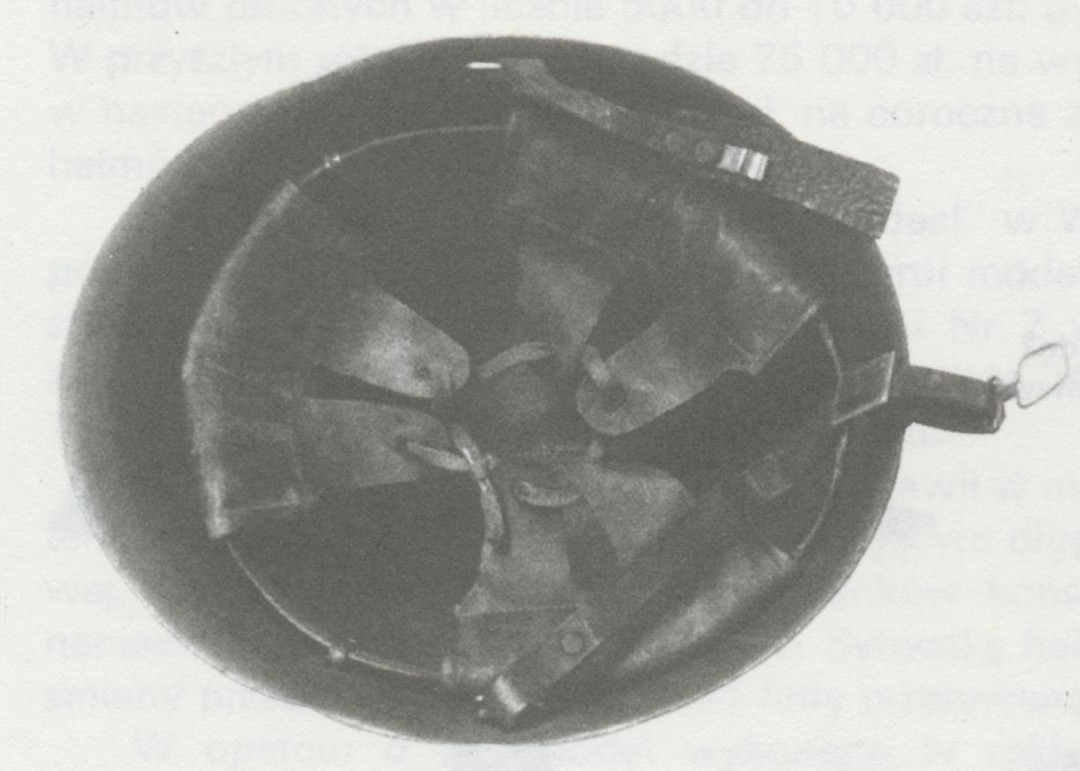
Système de revêtement utilisé dans le casque wz. 31

Les 120 premiers exemplaires passent des essais en septembre 1932 au Centre de Formation de l'Infanterie (Centrum Wyszkolenia Piechoty) à Rembertów. À la suite des essais, des modifications de dimension et de résistance sont introduites. Ensuite L'Armée lance un appel d'offres pour la fabrication d'une grande quantité de casques. En conséquence un contrat est signé avec l'usine sidérurgique « Ludwików » de Kielce qui devient le plus grand fabricant de casques wz.31, 8 000 exemplaires y sont fabriqués chaque mois. Les tôles sont livrées par l'usine « Baildon » de Katowice. Une commande a également été passée à Towarzystwo Akcyjne Sosnowieckich Fabryk Rur i Żelaza (société d'action de fabricants de tuyauterie et de fer de Sosnowiec) mais ses casques fabriqués avec des tôles en acier à haute teneur en manganèse sont moins résistants. Leur avantage est un coût moins élevé. On produit parallèlement des casques plus résistants (en tôle d'acier au nickel-chrome-molybdène) et moins résistants. Les essais de ces derniers sont effectués en été 1934 et approuvés pour la fabrication.

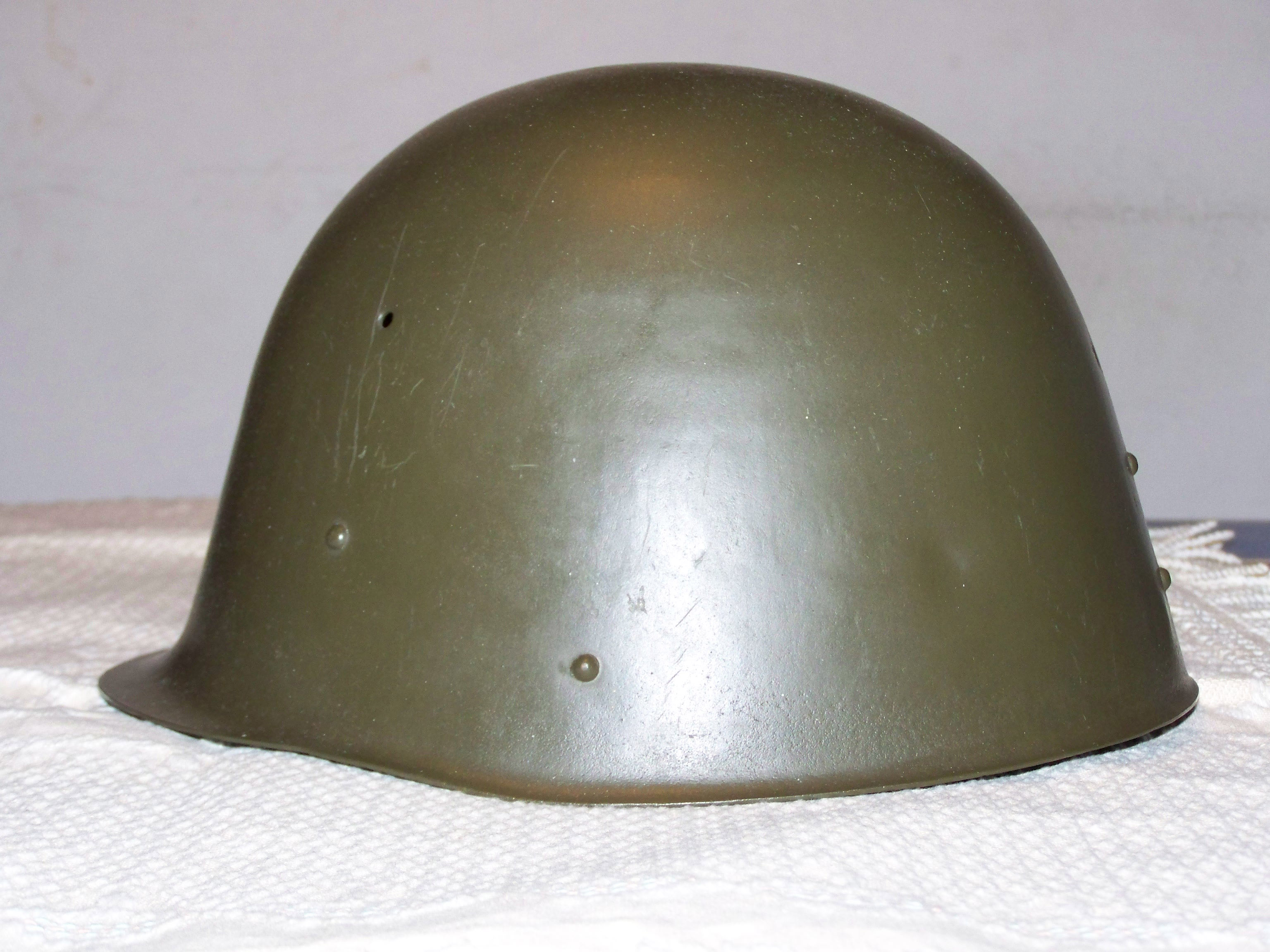
Casque polonais wz. 31/50

Le casque wz. 31 est également fabriqué après la guerre sous la dénomination de casque wz. 31/50. La seule différence est la peinture lisse et une nouvelle coiffe.

## En service
Les premiers casques wz. 31 sont livrés en janvier 1933. Ils sont utilisés par l'infanterie, l'artillerie, la marine de guerre, le Korpus Ochrony Pogranicza (Corps de Protection des  Frontières), les Gardes-frontières, la police et la Défense Nationale. Les artilleurs les portent à l'envers pour faciliter l'observation et l'utilisation des organes de visée.
Les casques wz. 31 ont probablement été exportés en Espagne et Iran.
Environ 320 000 exemplaires en ont été fabriqués jusqu'en 1939.

## Description
Le casque wz.31 a une longue visière et une pente vers le bas sur les côtés. Il est couvert par la peinture anti-reflet "Salamandra". Il protège contre les éclats d'obus, les shrapnels et les balles de pistolet. Son poids est de 1,3 kg.